# 대한민국의 지방자치단체
지방자치단체(地方自治團體)는 일정한 지역에 대하여 국가로부터 자치권을 부여받아 지방적 사무를 처리하는 지방자치의 단체를 말한다. 대한민국에서는 대한민국 헌법에 따라 지방자치를 보장하고, 지방자치단체의 조직·운영 등에 관한 사항을 법률로 정하도록 하고 있어 국가와 같은 모습의 통치단체 성격을 가지며 자치행정권은 물론이고 조례(條例)를 제정·개폐하는 자치입법권과 지방세 과징, 사무처리 경비를 수입·지출하는 자치재정권 등을 인정하고 있다.
지방자치단체는 사무를 처리함에 있어서 주민의 편의 및 복리증진을 위하여 노력하고, 조직 및 운영의 합리화와 그 규모의 적정화를 도모하며, 법령이나 상급 지방자치단체의 조례에 위반되지 않아야 한다.

## 지방자치단체의 종류
대한민국에서는 지방자치단체의 종류를 법률로 정하며, 지방자치법 제2조(지방자치단체의 종류)에 따르면 대한민국의 지방자치단체는 광역지방자치단체와 기초지방자치단체가 있다.

## 구분
| 광역지방자치단체 | 기초지방자치단체 | 비자치구역      | 비자치구역     | 비자치구역 | 비자치구역 |
| ---------------- | ---------------- | --------------- | -------------- | ---------- | ---------- |
| 특별시           | 자치구           | 빈칸            | 행정동         | 통         | 반         |
| 광역시           | 자치구           | 빈칸            | 행정동         | 통         | 반         |
| 자치구, 군       | 읍, 면, 행정동   | 빈칸            | 리             |            | 반         |
| 특별자치시       | 읍, 면, 행정동   | 빈칸            | 빈칸           | 리, 통     | 반         |
| 도               | 읍, 면, 행정동   | 자치시 (특례시) | 일반구         | 리, 통     | 반         |
| 도               | 군               | 빈칸            | 읍, 면         | 리         | 반         |
| 특별자치도       | 자치시, 군       | 행정시          | 읍, 면, 행정동 | 리, 통     | 반         |

## 광역지방자치단체
현재 총 17곳의 광역지방자치단체가 존재하고, 이 중 세종특별자치시와 제주특별자치도에는 하위 기초지방자치단체를 두지 않는다.
- 특별시: 서울특별시
- 광역시: 부산광역시, 대구광역시, 인천광역시, 광주광역시, 대전광역시, 울산광역시
- 특별자치시: 세종특별자치시
- 도: 경기도, 충청남도, 충청북도, 전라남도, 경상남도, 경상북도
- 특별자치도: 강원특별자치도, 전북특별자치도, 제주특별자치도

## 기초지방자치단체
- 일반 도와 강원특별자치도, 전북특별자치도 산하에 설치된 시와 군 및 특별시와 광역시 산하에 설치된 구 (단, 도 소속 인구 50만 이상의 시에 설치된 구와 제주특별자치도 산하의 시는 지방자치법 제3조에 의해 지방자치단체가 아님)

## 지방자치단체 사무의 종류
- 자치사무: 지방자치단체가 자기의 책임과 부담하에 자치단체의 존립유지 또는 주민의 복지증진을 위하여 처리하는 사무
- 단체위임사무: 지방자치단체의 본래의 사무가 아니고 각 개별 법령에 의하여 국가 또는 타 지방자치단체로부터 위임받아 처리하는 사무
- 기관위임사무: 법령의 규정에 의해 국가 또는 상급자치단체로부터 지방자치단체의 장에게 처리를 위임하는 사무

## 같이 보기
- 대한민국의 지방의회
- 대한민국의 행정 구역
- 대한민국의 기초자치단체 목록
- 대한민국 지방 재정 자립도
- 대한민국 지방자치단체의 기와 휘장 목록